# Biserica de lemn din Pintic

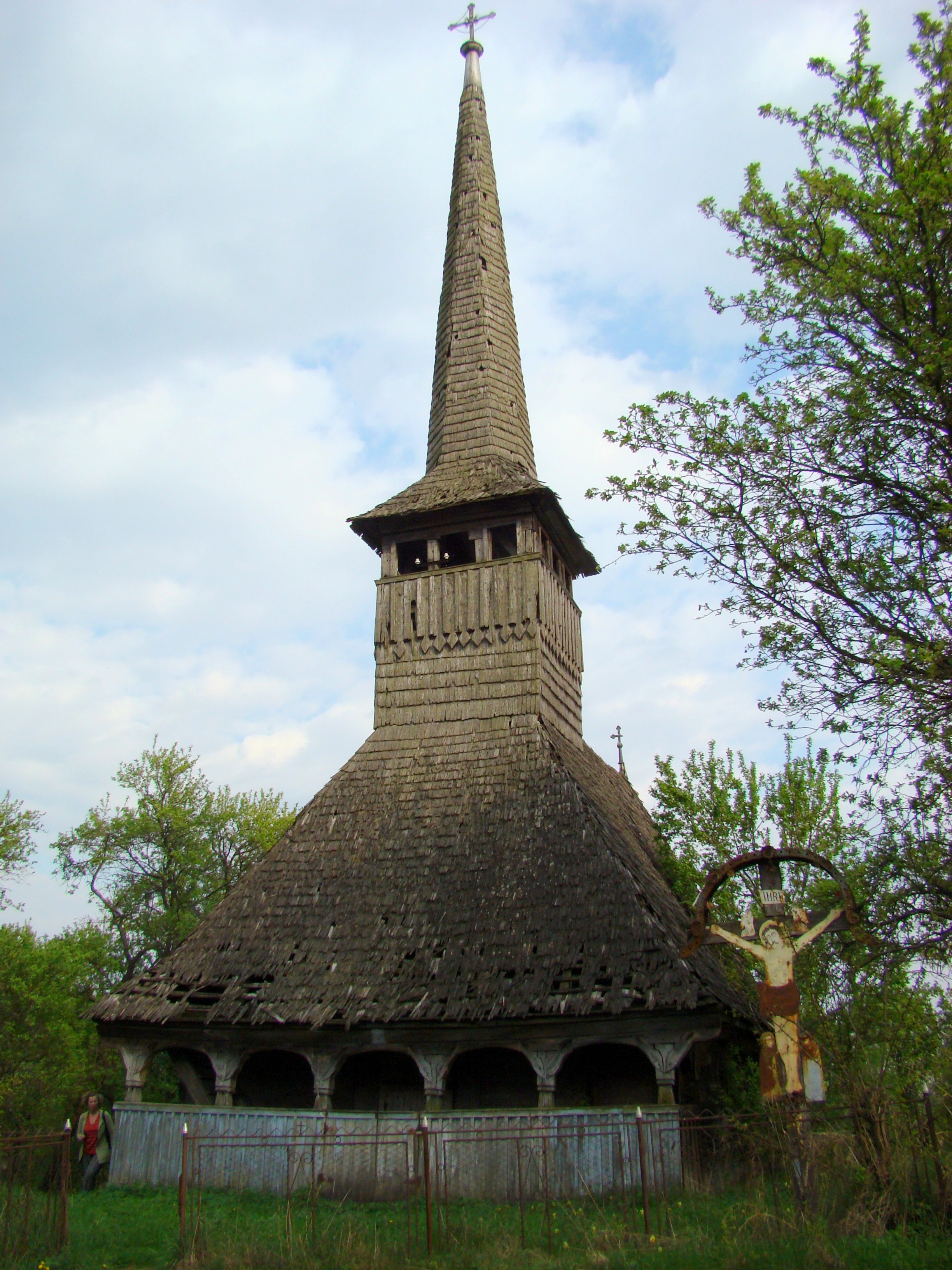
Biserica de lemn „Sfinții Arhangheli Mihail și Gavriil” din Pintic, județul Cluj, foto: aprilie 2009.

Biserica de lemn din Pintic, municipiul Dej, județul Cluj,datează aproximativ din perioada 1822-1825.Are hramul „Sfinții Arhangheli Mihail și Gavriil”. Biserica se află pe noua listă a monumentelor istorice sub codul LMI:  CJ-II-m-B-07735.

## Istoric și trăsături
Biserica de lemn „Sfinții Arhangheli” din Pintic a fost construită între anii 1822-1825. Lăcașul este format din pronaos, naos și un altar poligonal. Pereții, din bârne de brad, așezate în cununi orizontale, încheiate la capete în sistemul de cheotori în coadă de rândunică, fără cuie sau scoabe de fier, au fost ridicați pe o fundație de piatră și o talpă groasă de stejar. În partea de sus a pereților, bârnele se prelungesc, alcătuind un fel de console pentru cosoroabele pe care se sprijină căpriorii acoperișului. Clopotnița de deasupra pronaosului, are o galerie prevăzută pe fiecare dintre laturi, cu trei deschideri, unite în partea de jos prin scânduri, în care s-au traforat diverse motive geometrice. Coiful turnului are o formă piramidală. Pridvor]] aflat în partea de vest se desfășoară pe toată lățimea pronaosului. Cei șase stâlpi de sprijin sunt legați între ei prin arcuri semicirculare, decorate cu motive geometrice incizate. Ornamente asemănătoare (rozete, romburi) întâlnim și pe usciorii ce marchează intrarea în biserică.
Pronaosul rectangular, podit și tăvănit, este despărțit de naos printr-un parapet alcătuit din opt coloane, cu fusurile marcate la mijloc de brățări, unite în partea superioară într-o friză de arcuri semicirculare. Naosul a fost acoperit cu o boltă semicilindrică. Iconostasul, cu trei deschideri, are ușile împărătești împodobite cu delicate ornamente vegetale, compuse din frunze de viță și ciorchini de struguri, ce se circumscriu celor șase medalioane, ce cuprind imaginile Sfântului Dionisie, a mucenicului Teodor Tiron, a Sfinților Cosma și Damian, a mucenicului Haralambie și a Sfântului Teodor Stratilat. De-o parte și de cealaltă a ușilor diaconești sunt icoanele Arhanghelului Mihail și a Sfântului Nicolae.
În registrul al doilea prăznicarele oglindesc următoarele scene: Nașterea Maicii Domnului, Intrarea în Biserică, Buna Vestire, Nașterea lui Iisus, Tăierea împrejur, Botezul, Schimbarea la față, Intarea în Ierusalim și Învierea. În registrul următor icoanele cuprind scena Răstignirii, Iisus pe cruce și Coborârea de pe cruce, picturi elaborate într-un limbaj schematic-formal, ce amintește de cel folosit în gravurile de la sfârșitul secolului al XVIII-lea.
Stare de conservare: Această mică bijuterie, care mai păstrează încă iconostasul original, cu pictură și intarsii în lemn de o rară frumusețe, este victima inocentă a conflictului fratricid dintre bisericile ortodoxă și greco-catolică. Comunitatea locală, care numără mai puțin de o sută de suflete e prea săracă pentru a salva această biserică. Poate din cei îndrituiți să o facă, se va gândi cineva și la salvarea acestei biserici până nu e prea târziu, acoperișul din șindrilă e distrus în cea mai mare parte și e afectată și structura de rezistență a bisericii.

## Imagini

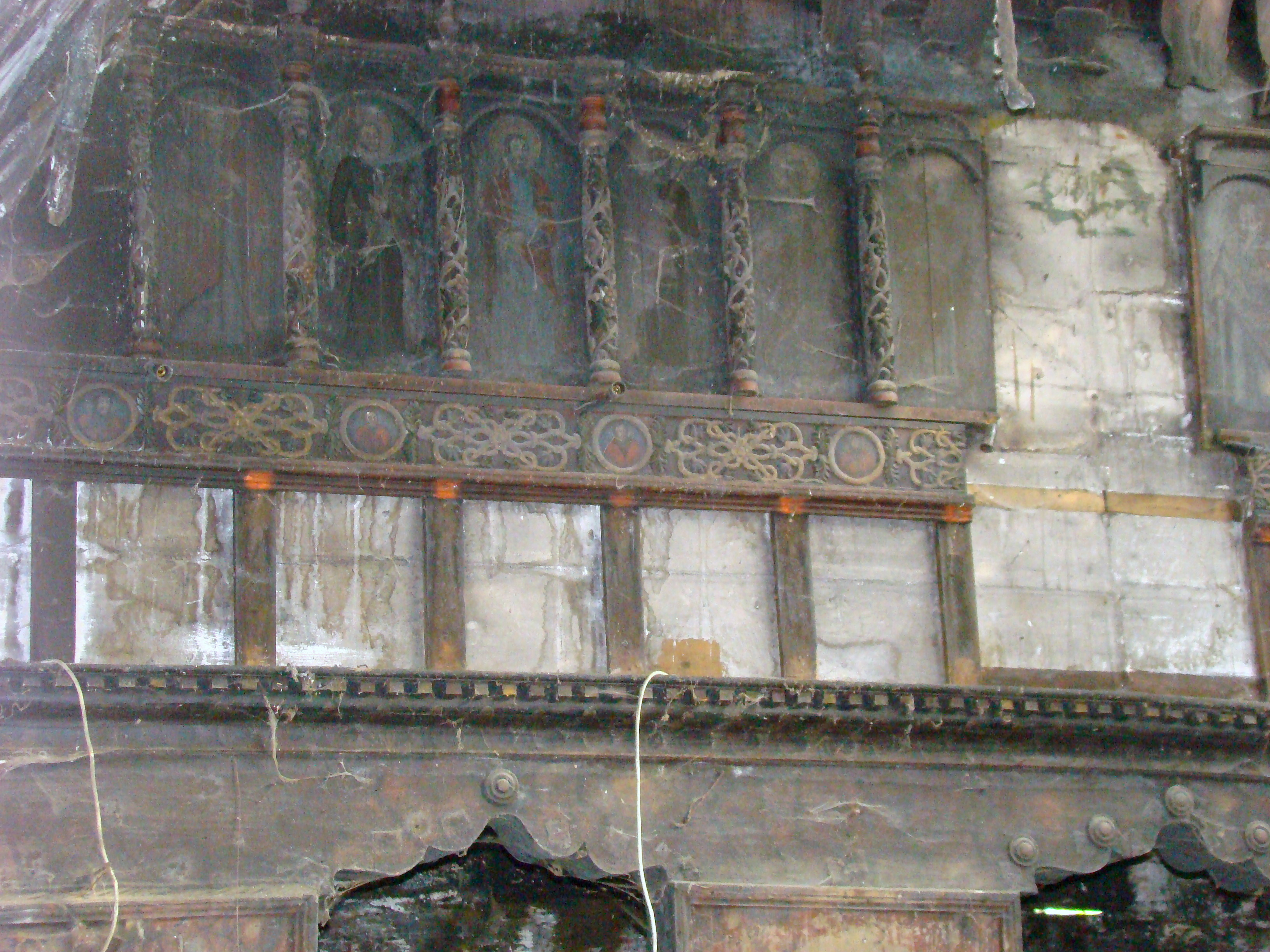
Partea stângă a iconostasului
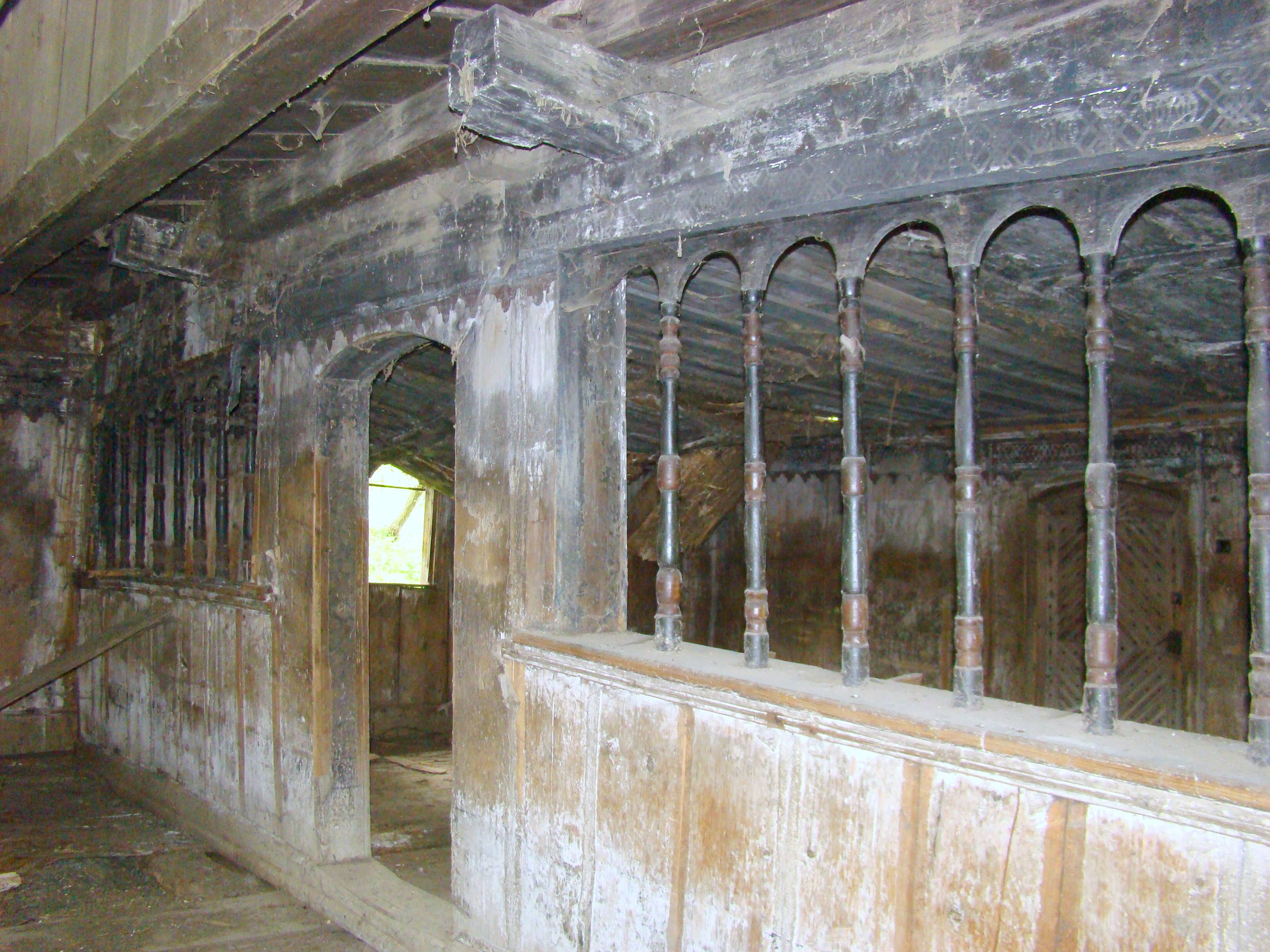
Peretele dintre naos şi pronaos
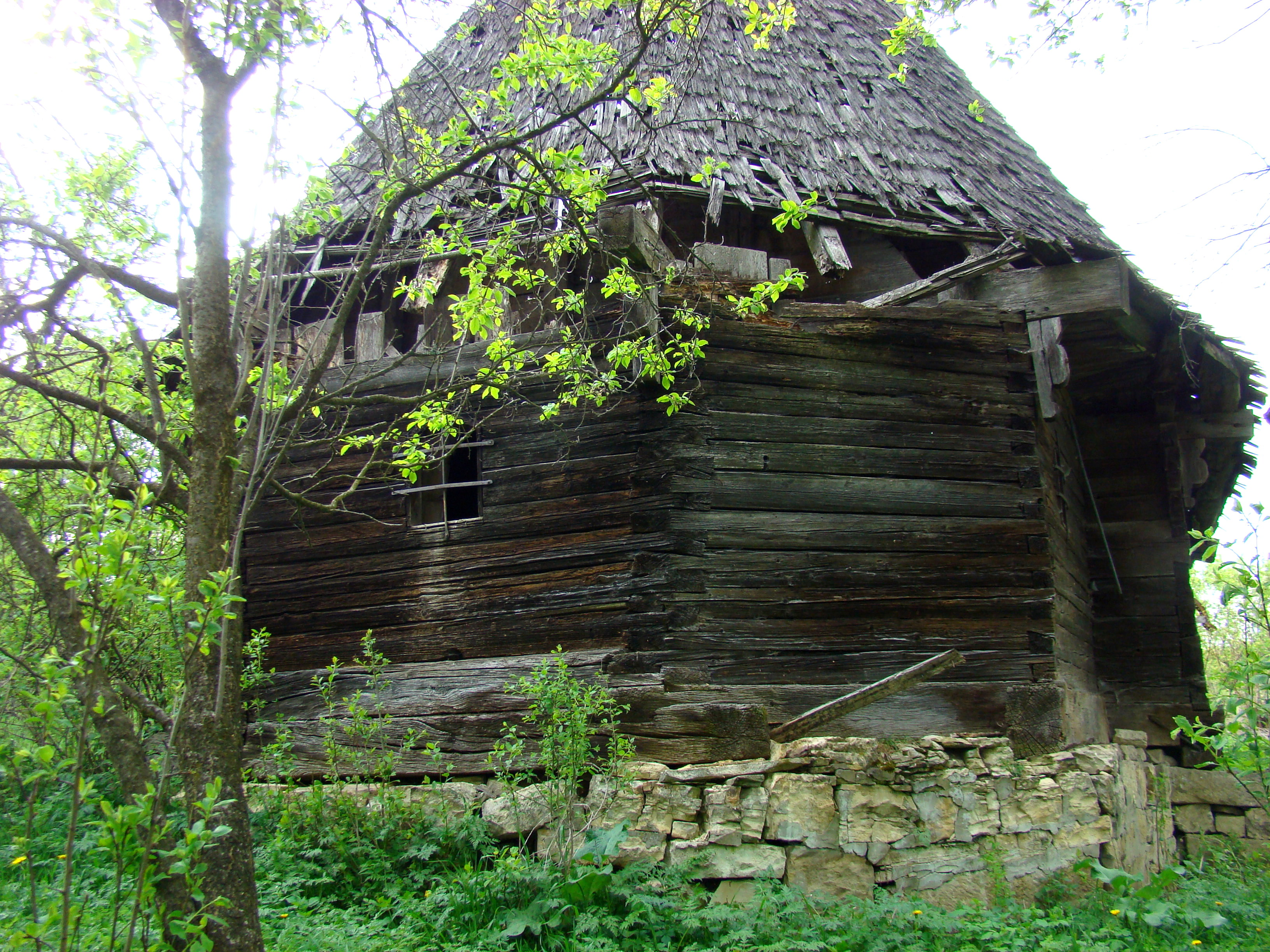
Absida altarului
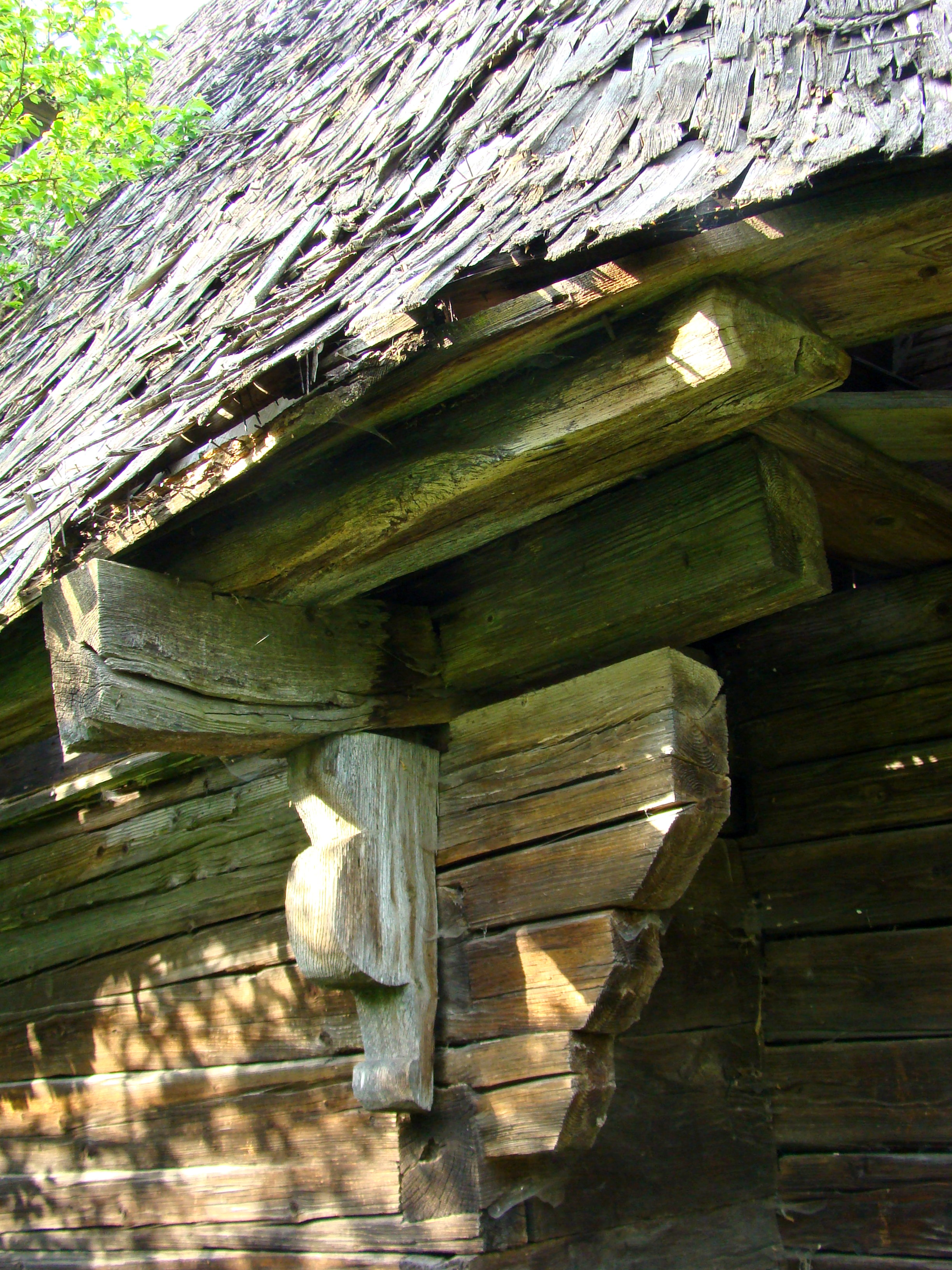
Console
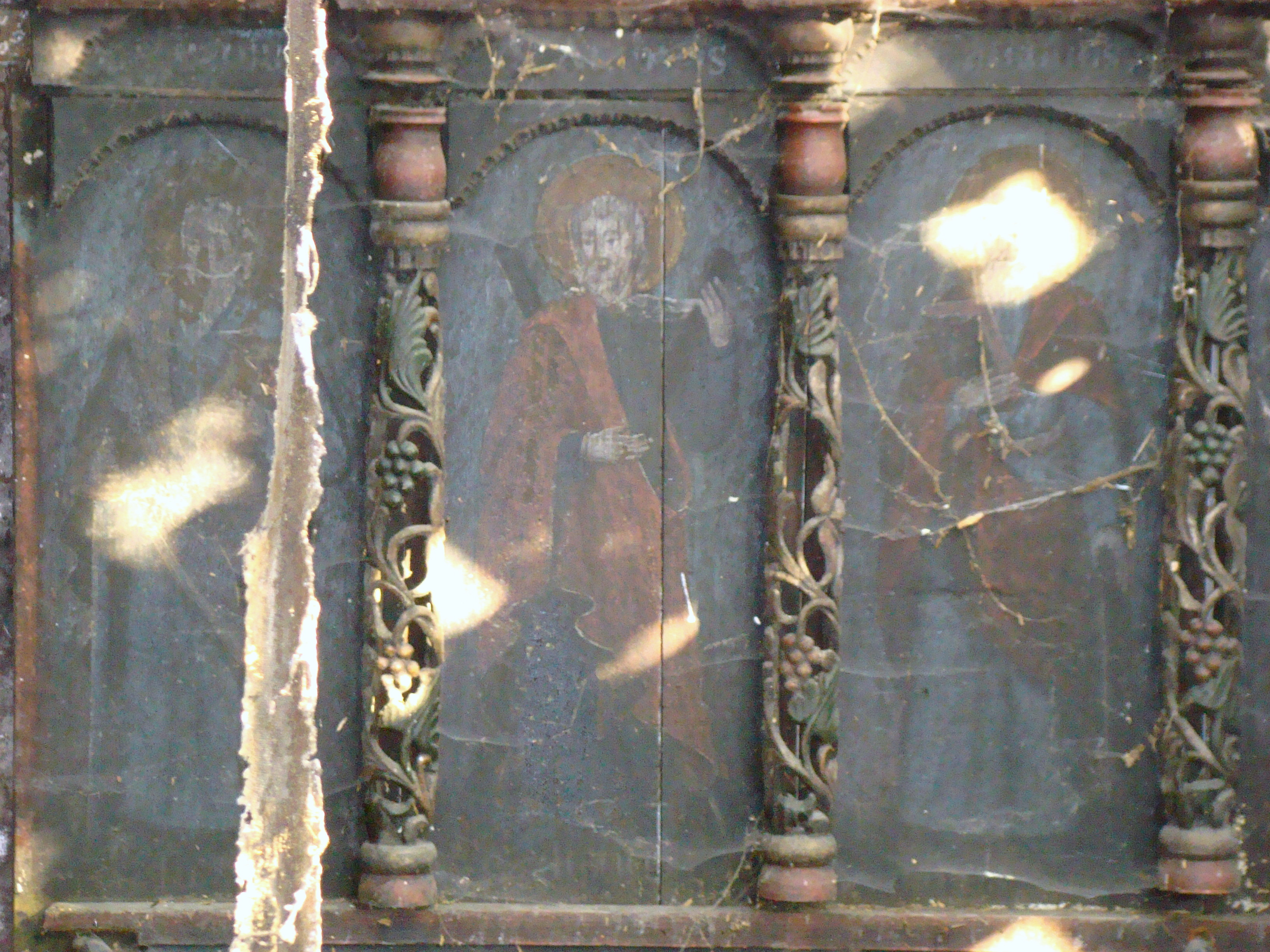
Detaliu iconostas
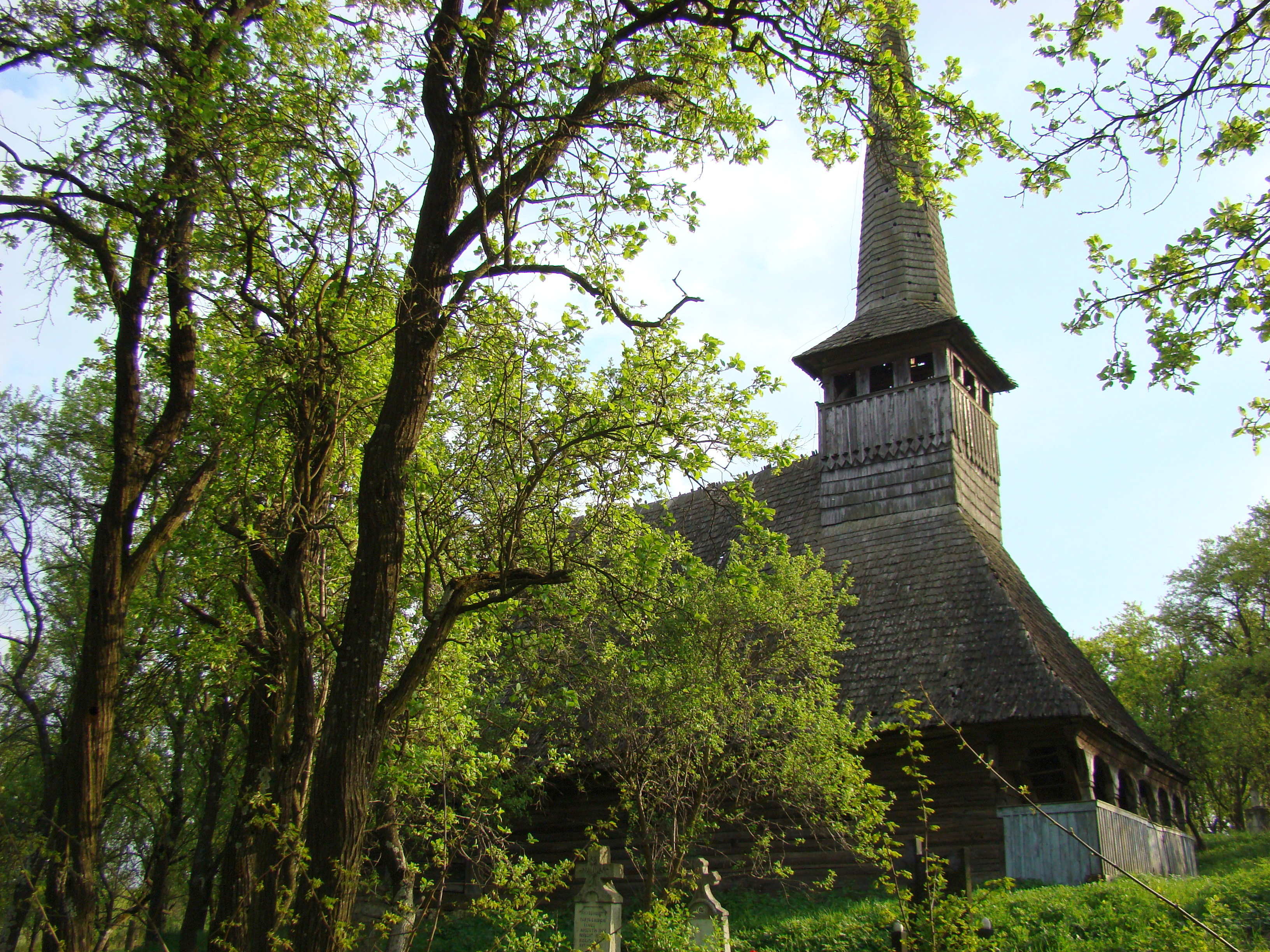
Vedere de ansamblu
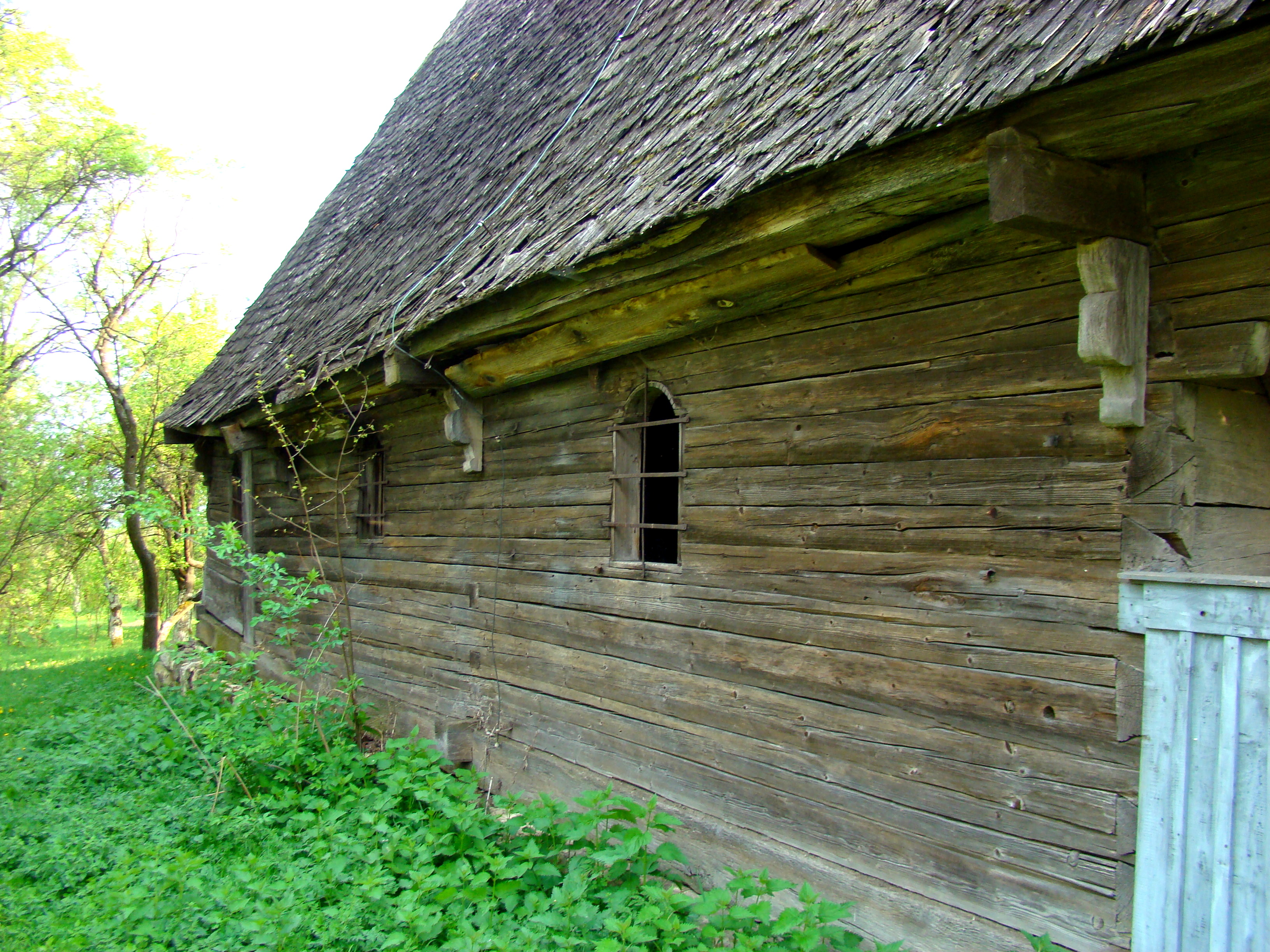
Latura de nord a bisericii
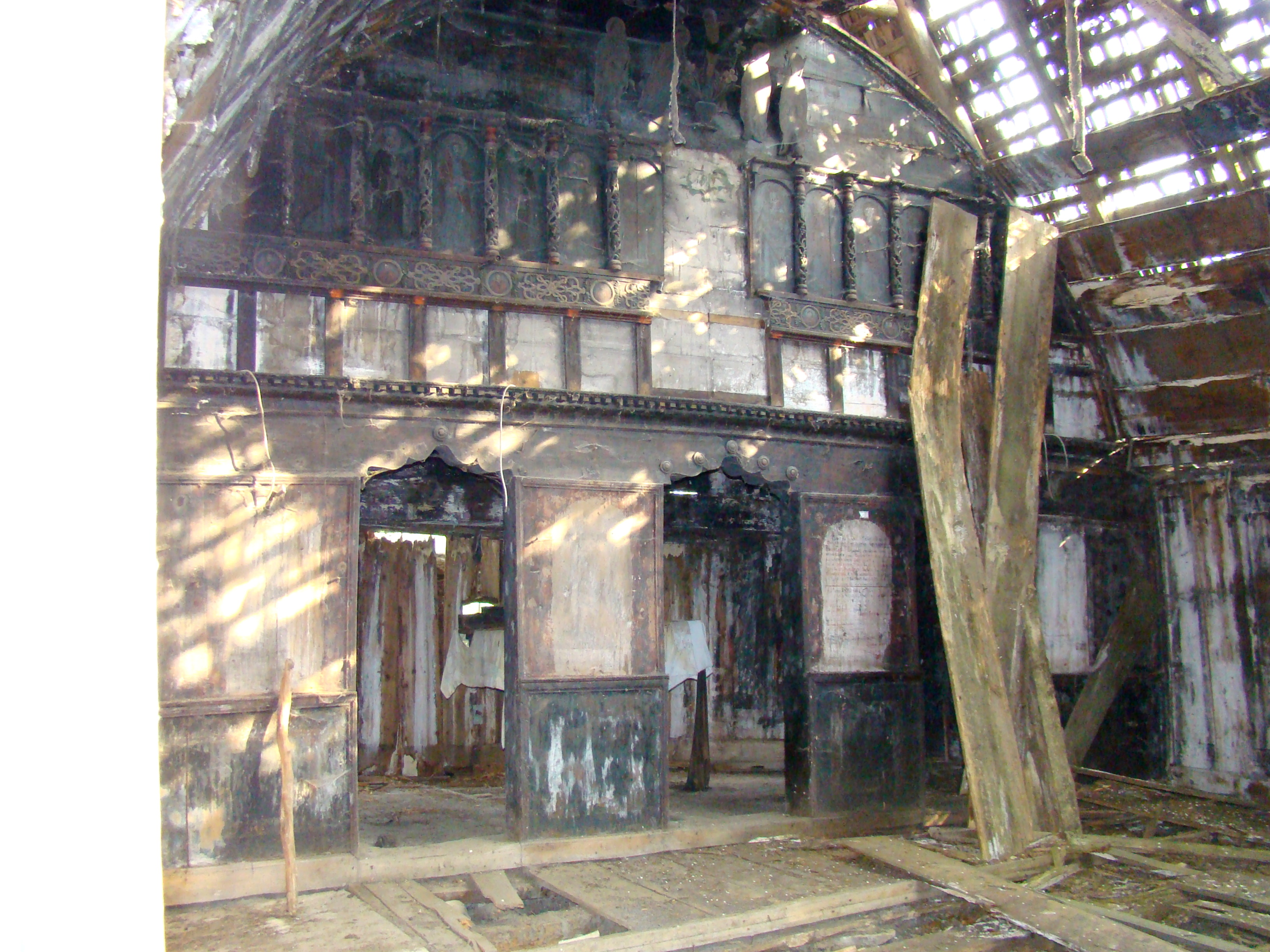
Intrările în absida altarului
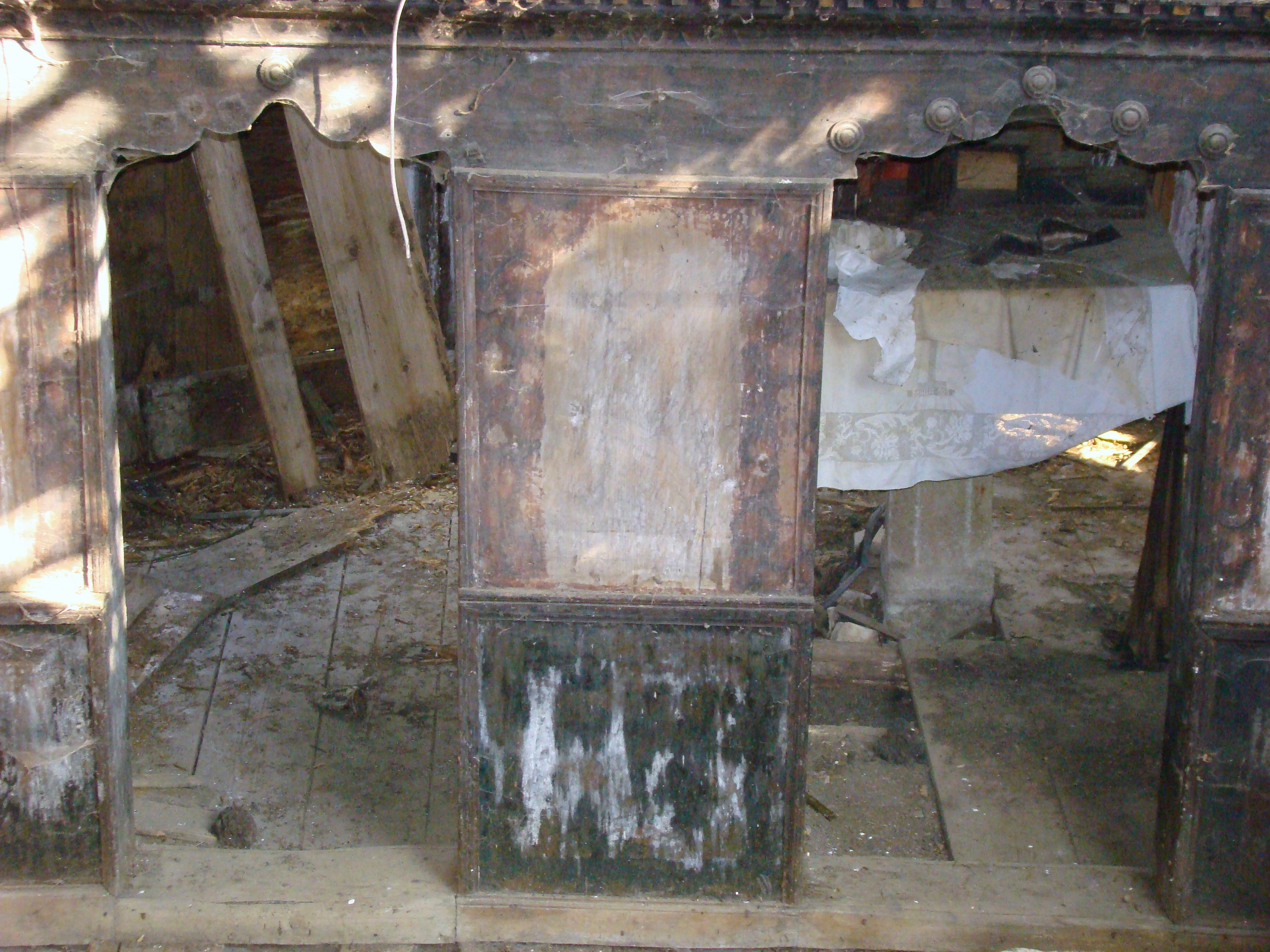
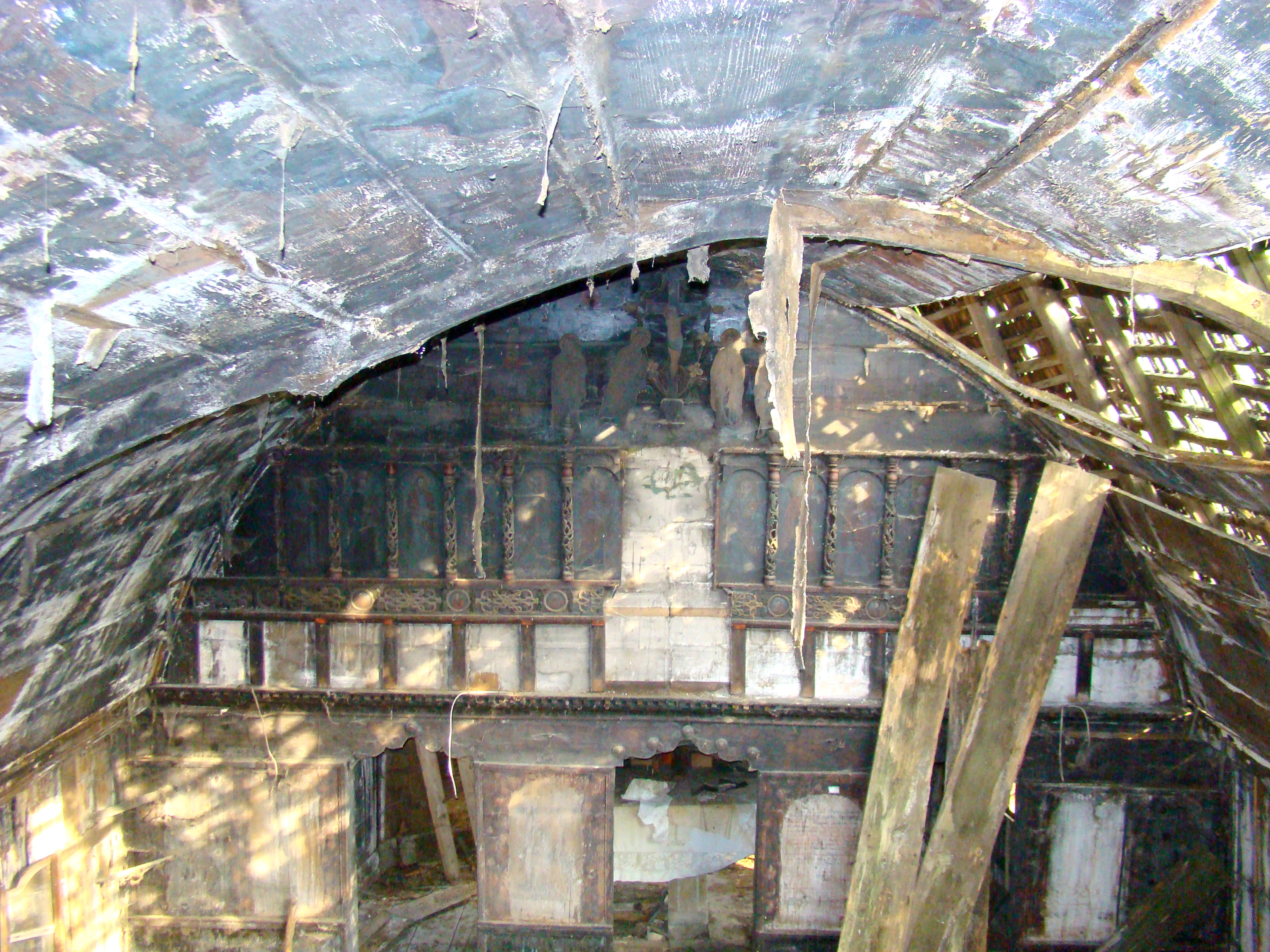
Bolta naosului
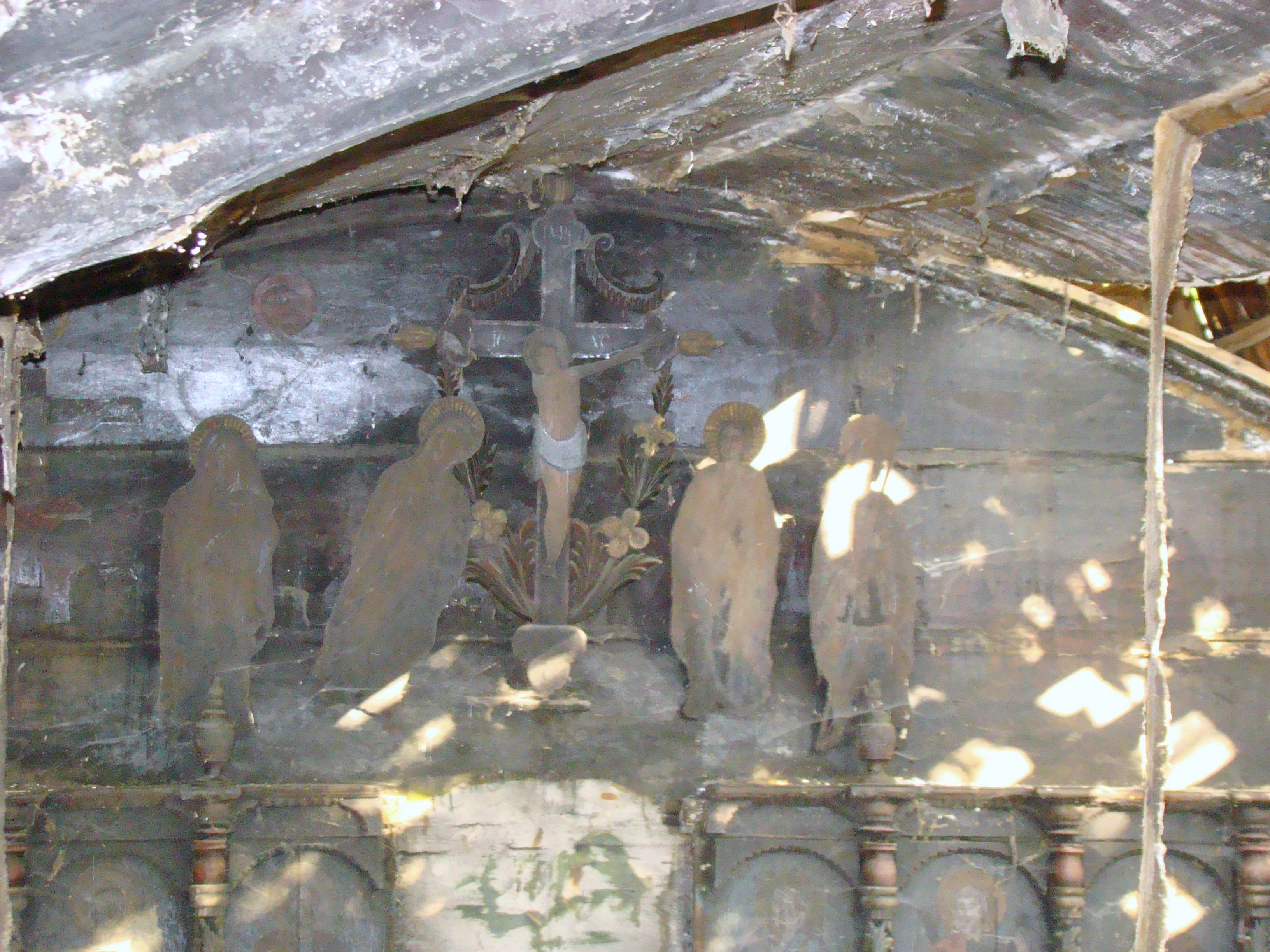
Partea superioară a iconostasului
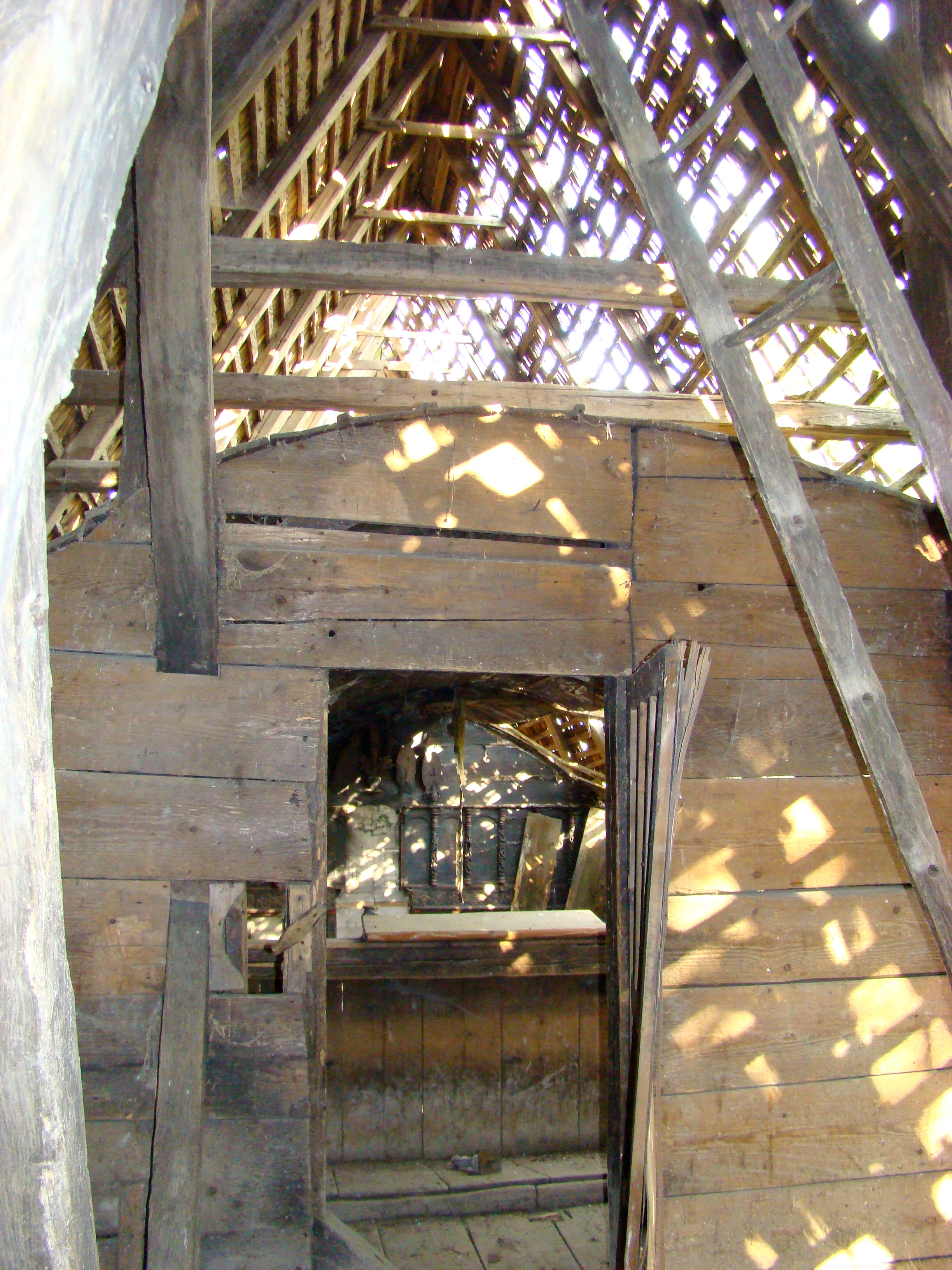
Intrarea în corul bisericii
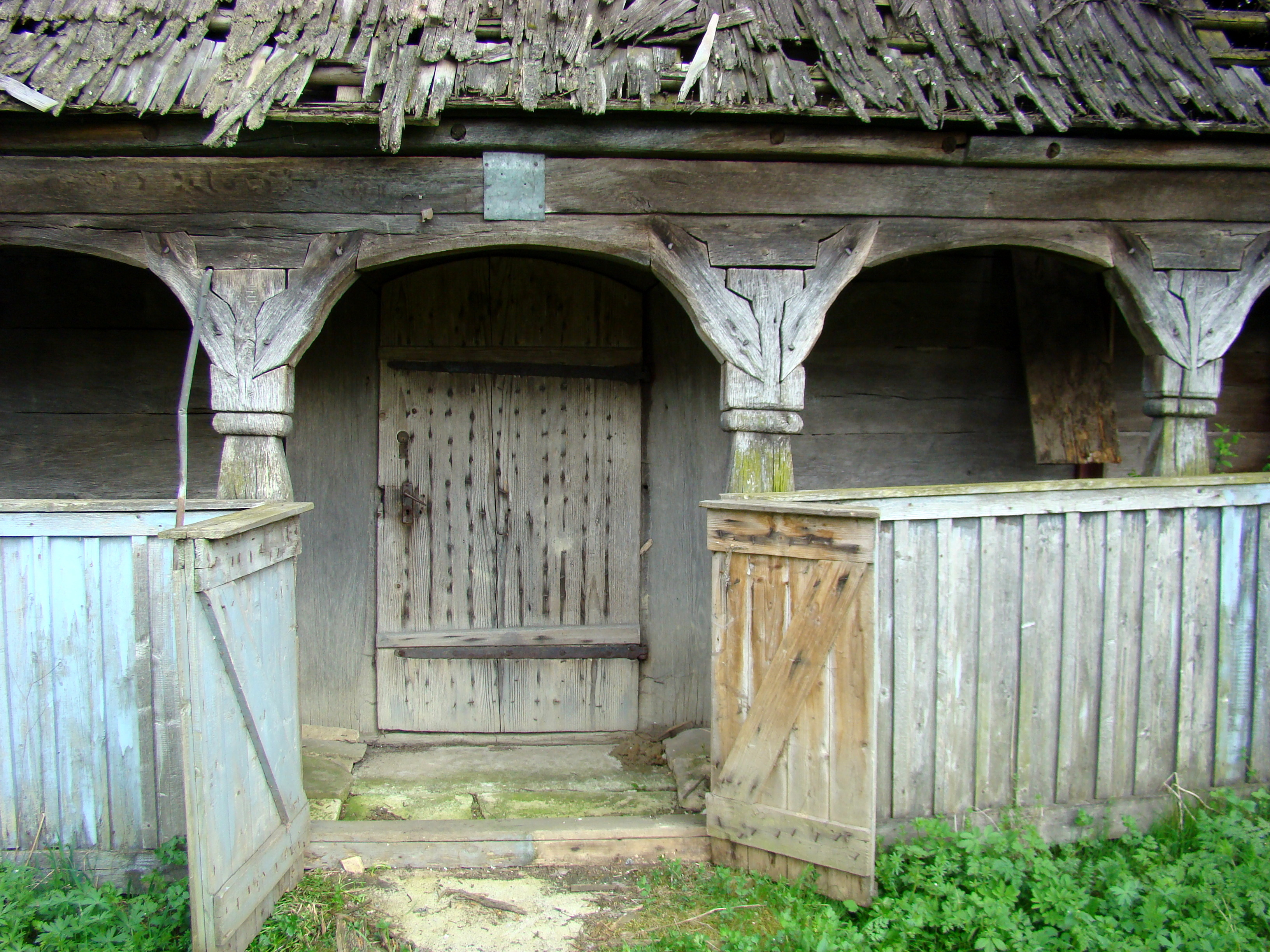
Pridvorul
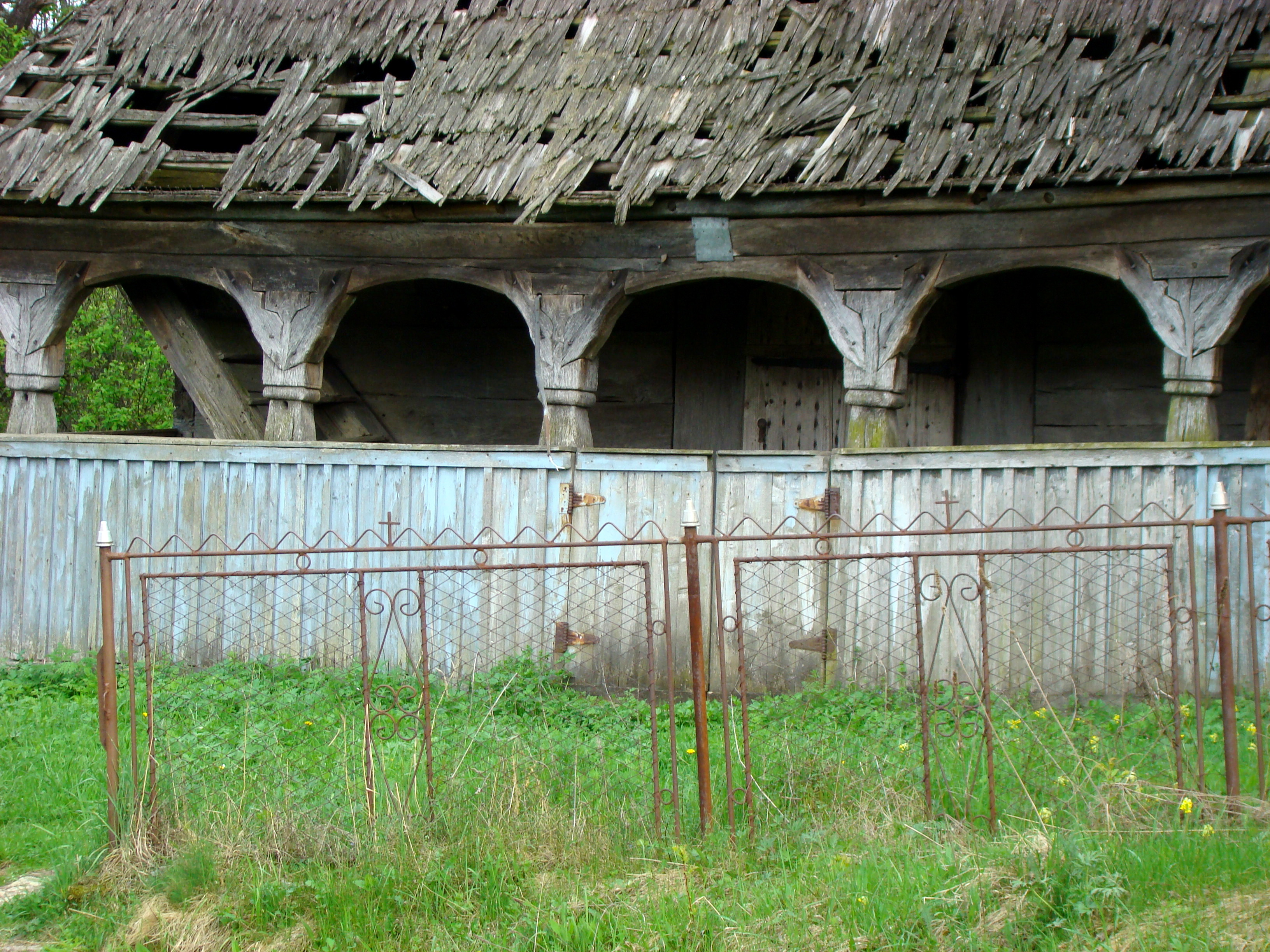
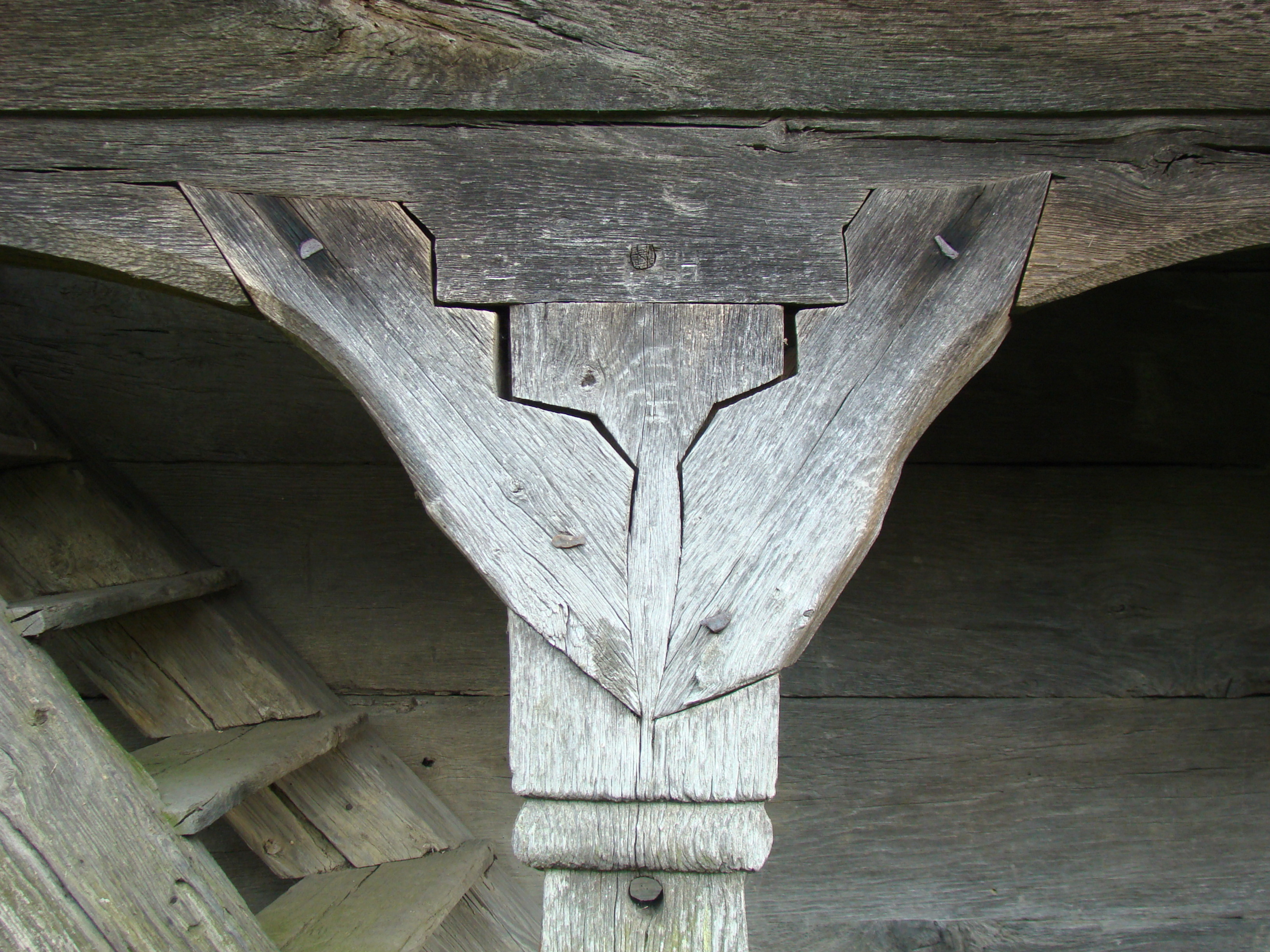
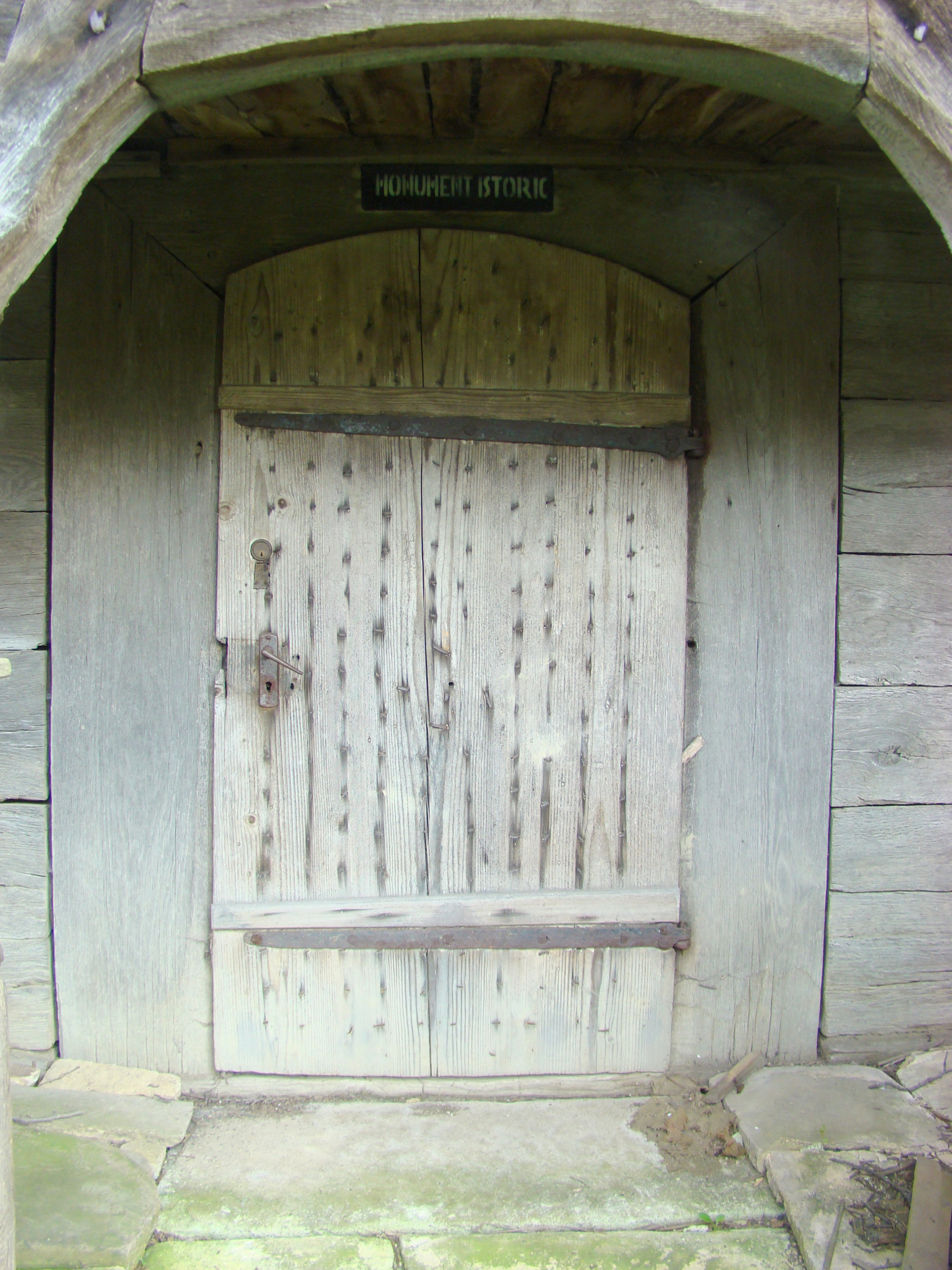
Intrarea în biserică
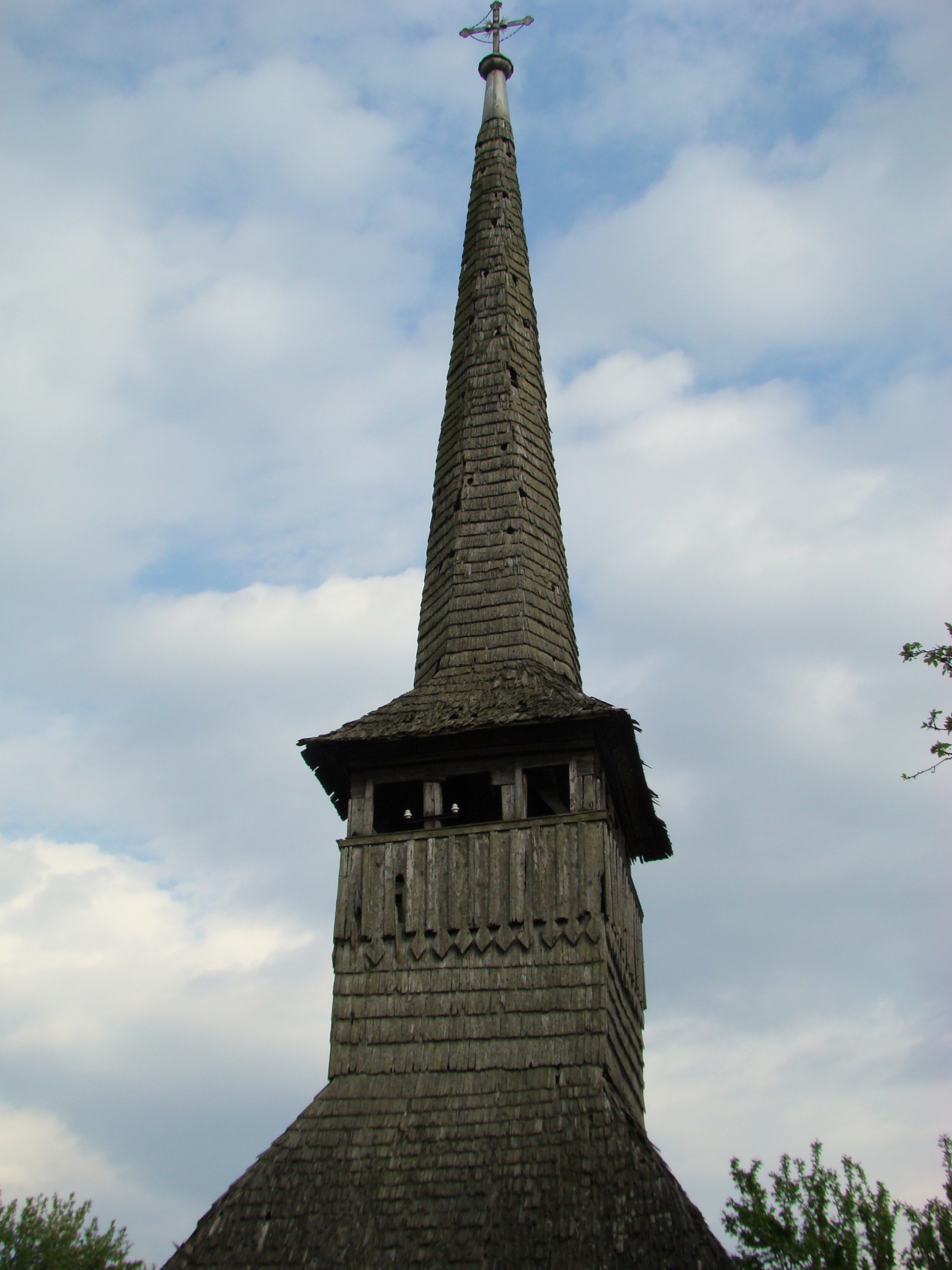
Turnul bisericii
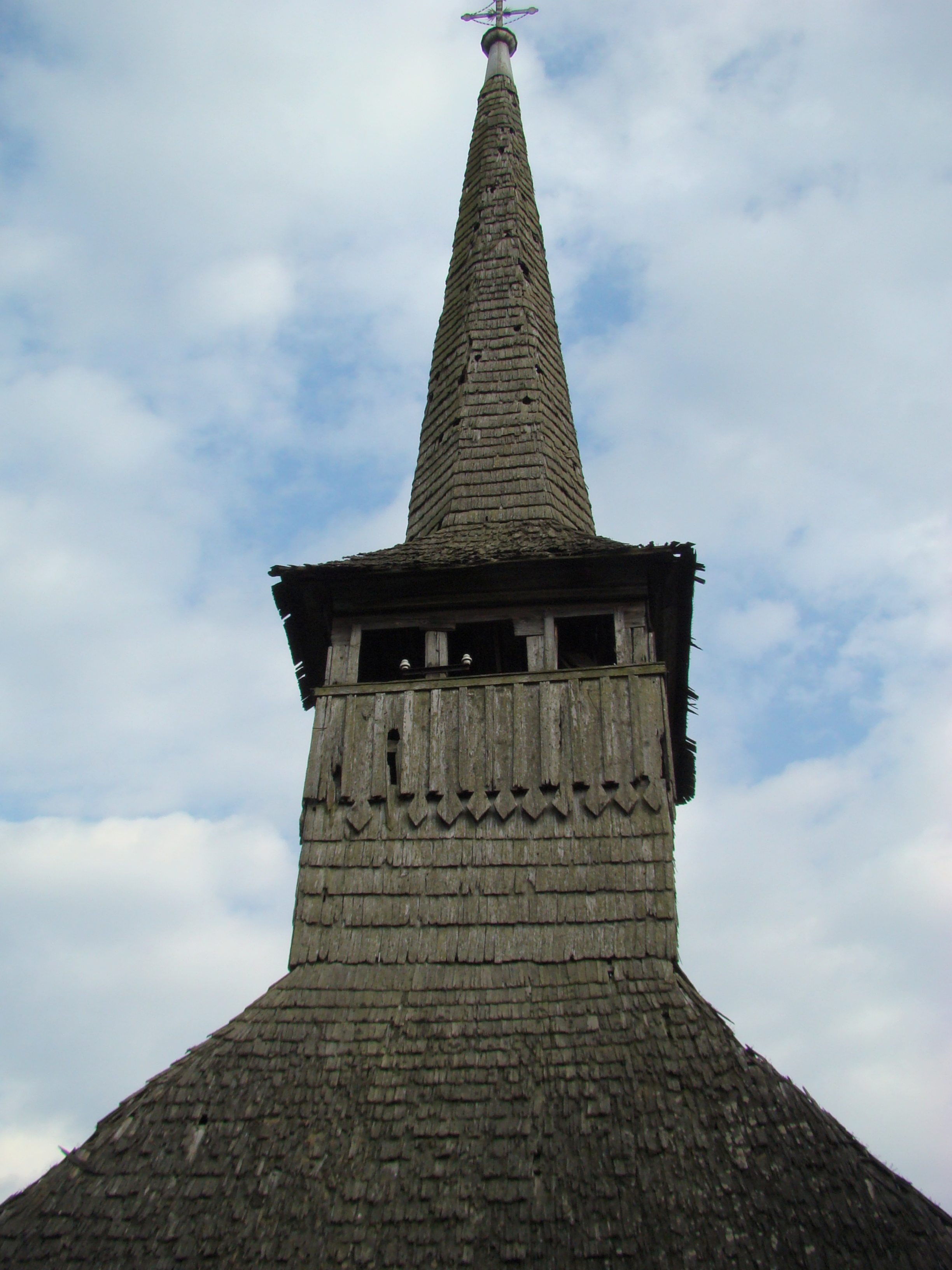
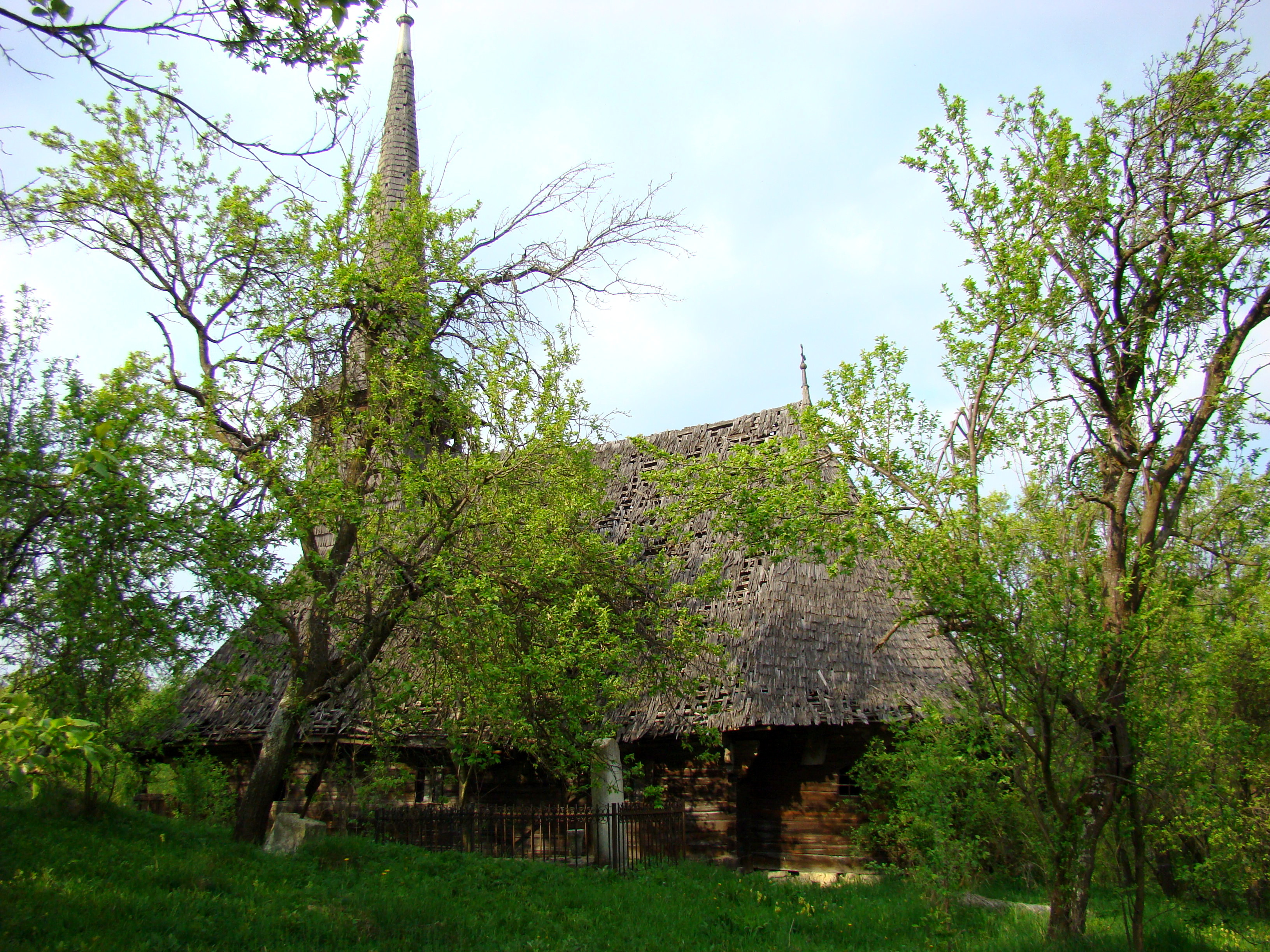
Vedere din sud
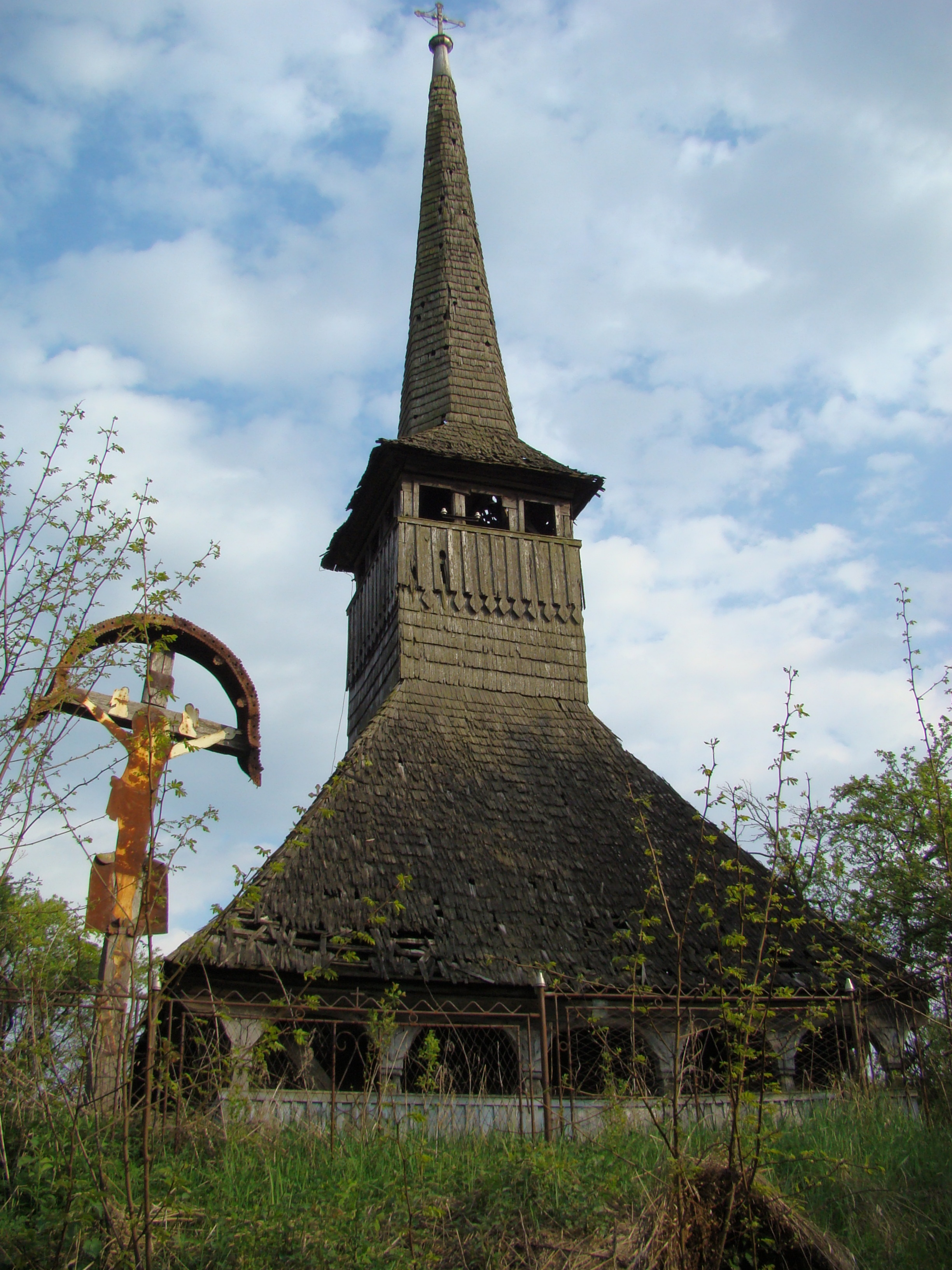
Biserica (vest)